# Сассун, Эдвард
Сэр Эдвард Альберт Сассун, 2-й баронет (англ. Sir Edward Albert Sassoon, 2nd Baronet; 20 июня 1856, Бомбей, Индия под управлением Британской Ост-Индской компании — 24 мая 1912) — британский бизнесмен и политик.

## Биография
Член семьи Сассун, он родился 20 июня 1856 года в Бомбее, Индия. Он был сыном Ханны Мойз и Альберта Абдуллы Дэвида Сассуна (1818—1896). Окончил Лондонский университет. Он служил майором в йоменри Миддлсекса (гусарский полк герцога Кембриджского).
Он был избран членом парламента (депутатом) от Либеральной юнионистской партии от Хайта в марте 1899 года. Активно участвуя в делах еврейской общины, он был вице-президентом Еврейского колледжа в Лондоне и Англо-еврейской ассоциации.
Он унаследовал титул 2-го баронета в 1896 году после смерти отца.
13 июля 1910 года Альберт Сассун внес в Палату общин законопроект, согласно которому установка беспроводного телеграфа на пассажирских судах станет обязательной. Оппозицию законопроекту возглавил Томас Гибсон Боулз, который утверждал, что расходы, связанные с судоходными линиями, сделают их менее конкурентоспособными, и законопроект провалился. Потребовалось затопление Титаника двумя годами позже и принятая в 1914 году Международная конвенция по охране человеческой жизни на море, чтобы предложение Сассуна стало реальностью.

## Личная жизнь

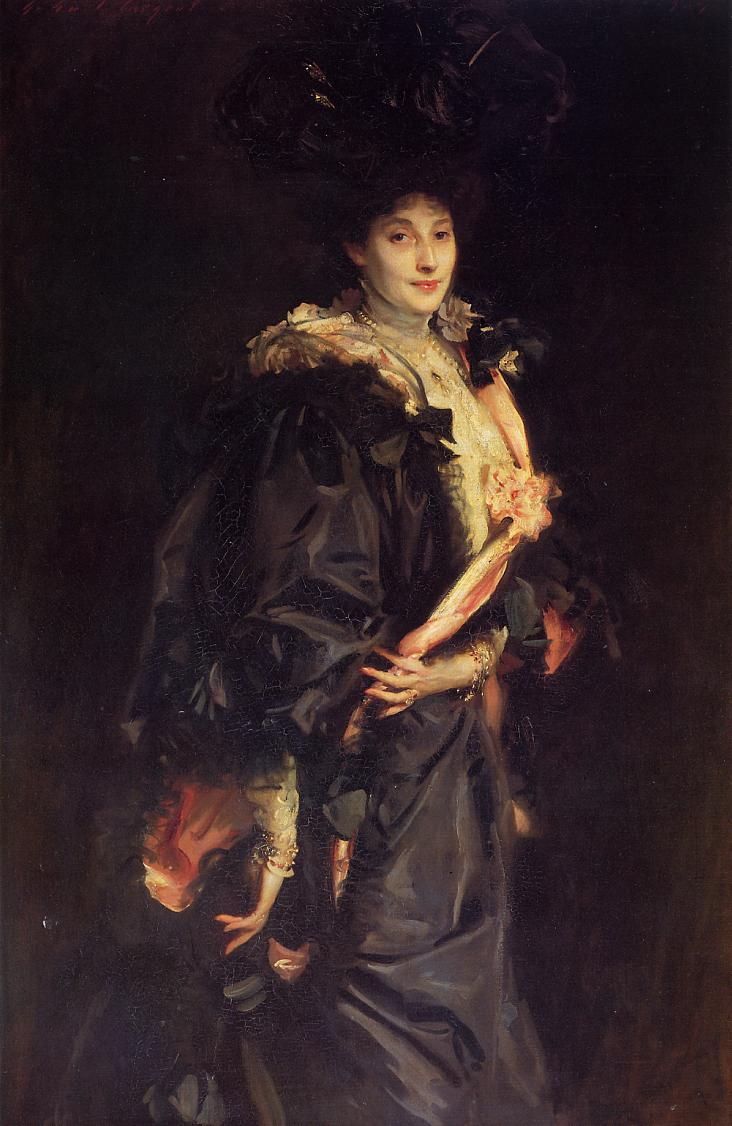
Алина Каролина де Ротшильд (1867—1909), супруга Эдварда Сассуна

В 1887 году он женился на Алине Каролине де Ротшильд (21 октября 1867 — 28 июля 1909), дочери барона Гюстава де Ротшильда и Сесиль Анспах из Парижа. У них было двое детей:
- Филип Альберт Гюстав Давид Сассун (4 декабря 1888 — 3 июня 1939), 3-й баронет
- Сибил Рэйчел Бетти Сесиль, маркиза Чамли (30 января 1894 — 26 декабря 1989).

Он умер в 1912 году в возрасте пятидесяти пяти лет. Его тело было помещено в мавзолей в индийском стиле за его домом на Восточной террасе в Брайтоне. Мавзолей Сассуна был построен в 1876 году его отцом как место семейного упокоения. Однако после 1933 года захоронений больше не было, когда он был опустошен и продан, став сначала мебельным магазином, затем магазином декораторов, затем рестораном и, наконец, бальным залом паба Hanbury Arms. В 2006 году здание снова было продано под частный клуб.
Его праправнук — британский актёр Джек Хьюстон.